# María Mercedes Pacheco
María Mercedes Pacheco (Guayaquil, 15 de septiembre de 1976) es una actriz ecuatoriana conocida por sus interpretaciones de varios personajes de televisión, así como su trabajo de presentadora para algunos programas de TV. Pacheco es conocida principalmente por interpretar a la "Comadre Vaca Loca" en la serie de humor costumbrista Mí Recinto en TC Televisión, y a 'Estrellita Vespertina' en la serie cómica El Combo Amarillo de Ecuavisa.

## Carrera
Los primeros pasos de Pacheco en la televisión se dieron a finales de los años 90 en el programa cómico de sketch Ni en Vivo Ni en Directo, en el que participó junto a Fernando Villarroel, Sofía Caiche, Vicente Romero, José Northia y Álex Plúas; con los que también fue parte de las producciones de TC Televisión como: Mi Recinto, Joselito,  y actualmente participa en la telenovela Sharon la Hechicera de Ecuavisa. María Mercedes fue también presentadora del programa de farándula Vamos Con Todo de RTS.

## Vida personal
Apasionada por la actuación, esto fue lo que le permitió llegar a la pantalla grande. Pacheco comentó que no es aficionada de que su vida amorosa se difunda en la farándula, aun así, aceptó discutir sobre su estado de soltería en el programa RTS, en el que en junio del 2019 confirmó su soltería. Uno de los momentos que más polémica causaron, fue cuando la actriz renunció a su papel en el Programa Vamos con Todo de RTS. Según Pacheco, las razones por dicho suceso fueron que después de un año y medio de su participación en el canal, la empresa no estuvo en calidad de cumplir con sus peticiones.

## Filmografía

### Televisión
| Año       | Título                   | Personaje                              |
| --------- | ------------------------ | -------------------------------------- |
| 2018-2019 | Sharon la Hechicera      | Esperanza Cisneros de Bermeo           |
| 2017      | Lo que está pa' ti       | Juliana, madre de Ámar y Cangrejo      |
| 2017      | La Trinity               | Dolores Mogollón de Suárez #2          |
| 2011-2016 | El Combo Amarillo        | Estrellita Vespertina Loor de Martínez |
| 2011      | La panadería             | Varios Personajes                      |
| 2010      | La taxista               | Estrellita Vespertina Loor de Martínez |
| 2004      | Jocelito                 | Marisela Vasconcellos                  |
| 2001-2006 | Mi recinto               | Comadre Vaca Loca                      |
| 1999-2006 | Ni en Vivo Ni en Directo | Varios Personajes de Parodias          |

### Programas
| Años      | Programas      | Rol          |
| --------- | -------------- | ------------ |
| 2015-2017 | Vamos con Todo | Presentadora |
| 2012-2013 | Así somos      | Presentadora |